# 森林山 (印第安納州)
森林山（英語：Forest Hill）是位於美國印地安納州第開特縣的一個非建制地區。該地的面積和人口皆未知。

## 地理
森林山的座標為39°15′25″N 85°36′48″W / 39.25694°N 85.61333°W，而該地的平均海拔高度為253米（即830英尺）。